# Gira de conciertos de Yma Súmac en la URSS (1960-1961)
«La gira de conciertos de Yma Súmac en la URSS (1960-1961)»  fue una gira musical de la cantante nacida peruana Yma Súmac, empezó en noviembre de 1960 y culminó en mayo de 1961, donde presentó sus éxitos y los temas más conocidos de sus álbumes Voice of the Xtabay, Legend of the Sun Virgin, Inca Taqui, Mambo! y Fuego del Ande, junto a Moisés Vivanco y la Orquesta Sinfónica del Teatro Bolshói. Vendió alrededor de 20 y 70 millones de boletos en más de las 40 ciudades de la Unión Soviética con casi 200 conciertos concluidos, recaudando un aproximado de 1000 millones de dólares estadounidenses actuales, convirtiéndose en un enorme suceso comercial, siendo la gira más exitosa de la intérprete.   

## Antecedentes
En la primera mitad de 1960, Súmac estuvo de vacaciones en Madrid, posteriormente fue invitada por el primer ministro soviético Nikita Jrushchov a firmar un contrato de una gira de conciertos de 2 semanas en Moscú.

## Desarrollo
Debido a la demanda, se extendió la gira para 4 meses, agendando más presentaciones para Leningrado (San Petersburgo), Moscú, Tallin, Riga, Vilna, Minsk, Kiev, Bakú, Ereván, Tiflis y nuevamente en Moscú, desde noviembre de 1960 hasta febrero de 1961.